# Hugo Álvarez Quintas
 Hugo Álvarez Quintas  (Vigo,  Pontevedra, 21 de junio de 1985) es un futbolista español que se encuentra actualmente sin equipo.

## Trayectoria
Su carrera deportiva se inició en las categorías inferiores del Celta de Vigo y del Real Madrid, para militar posteriormente en Las Rozas, Rayo Vallecano, CD Leganés y AD Alcorcón. Después de no renovar con el equipo amarillo, el Zamora lo repescó en el mercado de invierno y en junio de ese mismo año se marchó al Almería CF "B", donde permaneció una temporada hasta firmar con el Real Unión de Irún.
En agosto de 2011 decidió fichar por el Real Unión, donde realizó una buena temporada pero no pudo jugar play-off con el equipo de Irún, con el equipo vasco ha disputado un total de 22 encuentros de liga.
En julio de 2012 ficha por el FC Cartagena, recién descendido de la Segunda División, con el objetivo del ascenso de categoría. Se convierte en uno de los pilares más importantes del equipo cartagenero para intentar lograr el ascenso a Segunda División. Con el conjunto albinegro, termina la liga regular como subcampeón de grupo y disputa las eliminatorias de ascenso a Segunda División. Sin embargo no consigue el ascenso con el equipo albinegro y en julio de 2013 firma con el Real Jaén CF de Segunda División. Después de una buena temporada en el Jaén, ficha por el Real Murcia pero el descenso administrativo a Segunda División B del cuadro pimentonero fuerza su marcha, fichando el 25 de agosto de 2014 por el CD Tenerife
En el verano de 2018 ficha por el Real Murcia.
En julio de 2019, tras rescindir su contrato con el Real Murcia, se compromete por dos temporadas con el UCAM Murcia Club de Fútbol.

## Clubes
| Club                      | Temporada | País   |
| ------------------------- | --------- | ------ |
| Las Rozas Club de Fútbol  | 2006-2007 | España |
| Rayo Vallecano            | 2006-2007 | España |
| CD Leganés                | 2007-2008 | España |
| AD Alcorcón               | 2008-2009 | España |
| Zamora CF                 | 2009-2010 | España |
| Unión Deportiva Almería B | 2010-2011 | España |
| Real Unión                | 2011-2012 | España |
| FC Cartagena              | 2012-2013 | España |
| Real Jaén CF              | 2013-2014 | España |
| Club Deportivo Tenerife   | 2014-2015 | España |
| Elche CF                  | 2015-2016 | España |
| UCAM Murcia CF            | 2016-2017 | España |
| AD Alcorcón               | 2017-2018 | España |
| Real Murcia               | 2018-2019 | España |
| UCAM Murcia CF            | 2019-2020 | España |